# دانشگاه برن
دانشگاه برن (آلمانی: Universität Bern) یک دانشگاه تحقیقاتی دولتی در برن پایتخت سوئیس است که در سال ۱۸۳۴ میلادی تأسیس شده‌است. این دانشگاه توسط ایالت برن اداره و تأمین مالی می‌شود.
دانشگاه برن ارائه‌کننده طیف وسیعی از حوزه‌های علمیست که دروس و تحقیقات وابسته به آن‌ها در هشت دانشکده و حدود ۱۶۰ مؤسسه انجام می‌پذیرد. دانشگاه برن در زمینه‌های پژوهشی مانند اکتشاف فضا، دارای موقعیت پیشرو در سطح بین‌المللی است. آموزش و پژوهش در دانشگاه برن به صورت میان رشته ایست برای مثال، مرکز ملی صلاحیت در پژوهش آب و هوا (علوم محیط زیست)، مرکز شمال و جنوب (پایایی)، مقررات تجارت بین‌المللی (تجارت جهانی) و ترانس کی یور (غشاء بیوراکتور) در برن واقع شده‌اند. دانشگاه برن با حدود ۱۵٬۴۰۰ دانش جو و پژوهشگر، یکی از دانشگاه‌های متوسط سوئیس به‌شمار می‌رود. گذشته از برنامه‌ها و دوره‌هایی که در این دانشگاه برگزار می‌شود، جاذبه‌های دانشگاه عبارتند از: موقعیت جغرافیایی دانشگاه در مرکز شهر برن و کیفیت زندگی بالای آن که همواره به عنوان یکی از بالاترین سطوح در جهان امتیازگذاری شده‌است.

## چشم‌انداز

### نظام اداری

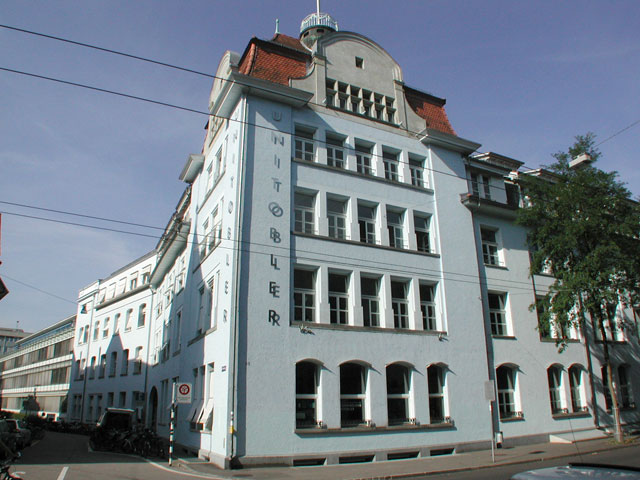
نمایی از جلو ساختمان یونی تابلر دانشگاه برن، ۲۰۰۳.

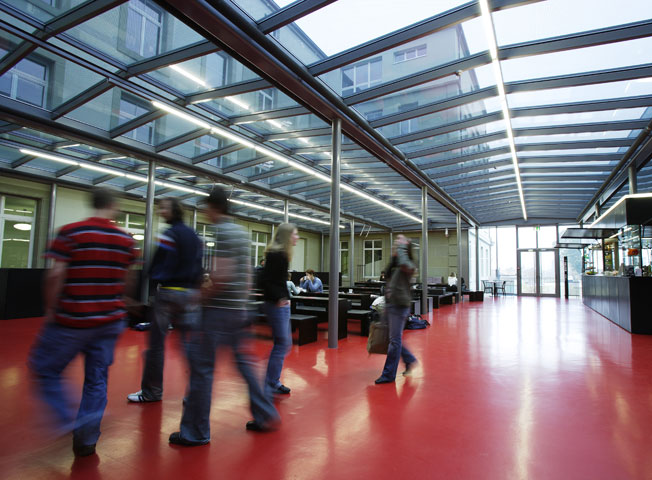
دانشجویان در سالن ساختمان یونی اس دانشگاه برن، ۲۰۰۶.

دانشگاه برن در سه سطح: دانشگاه، دانشکده‌ها و مؤسسات دارای فعالیت می‌باشدو سایر واحدهای سازمانی عبارتند از واحدهای درون دانشگاهی که بالاترین مرجع حاکم بر آن‌ها سنا است که مسئول صدور اساسنامه، قوانین و مقررات حاکم بر دانشگاه است. هیئت مدیره دانشگاه به‌طور مستقیم پاسخگو به مجلس سنا است که مسئولیت مدیریت و هماهنگی امور دانشگاه را برعهده دارد. این هیئت شامل رئیس، معاونان و مدیر اداریست. ساختار و وظایف هیئت مدیره دانشگاه واحدهای سازمانی توسط قانون دانشگاه تنظیم می‌شود. دانشگاه برن سالانه در حدود ۴۰ رشته کارشناسی و ۷۰ رشته کارشناسی ارشد کارشناسی ارشد ارائه می‌کند که به ترتیب ۸۰۳۷ دانشجو در کارشناسی و ۳۷۵۱ دانشجو در کارشناسی ارشد در این دانشگاه مشغول به تحصیلند. این دانشگاه همچنین دارای ۲۳۴۷ دانشجوی دکترا است. دانشگاه برن در هرسال در حدود ۲۶۰۰ دانشجویان کارشناسی و ۵۰۰ دانشجوی دکترا فارغ‌التحصیل دارد. همچنین در حال حاضر، دانشگاه بیشترین نسبت دانشجوی دختر به پسر را داراست که این نسبت در پایان سال ۲۰۱۱، ۵۴٪ به نفع دختران دانشجو بوده‌است.

## تاریخچه

### تاریخچه اولیه: دانشکده و آکادمی (۱۵۰۰–۱۸۳۴)
ریشه دانشگاه برن برمی گردد به قرن شانزدهم، زمانی که در نتیجه اصلاحات پروتستانی، نیاز به یک دانشکده به منظور آموزش روحانیان جدید احساس شد. دولت برن سپس با سازماندهی مجدد آموزش عالی خود در سال ۱۸۰۵، کالج موجود دینی را به یک فرهنگستان با چهار دانشکده تبدیل کرد. پس از این تغییرات بود که ممکن بود علاوه بر الهیات، مطالعه حقوق و پزشکی نیز در برن میسر شد.

### دانشگاه قدیمی: شروع جدید و توسعه (۱۸۳۴–۱۹۰۰)
سیاست غالب در سوئیس قرن نوزدهم همانند دیگر کشورهای اروپا، کشمکش بین جریان محافظه کار و لیبرال بود. در سال ۱۸۳۱ لیبرال‌ها کنترل کانتون برن را به دست گرفتند و در سال ۱۸۳۴ آکادمی برن به دانشگاه برن با هیئت علمی متشکل از ۴۵ نفر و ۱۶۷ دانشجو تبدیل شد. با توجه به اوضاع اجتماعی و سیاسی، پس از اعلام قانون اساسی فدرال در سال ۱۸۴۸ دانشگاه قادر شد تا یک دوره توسعه مسالمت آمیز را اجرا کند. بین سال‌های ۱۸۸۵ و ۱۹۰۰، تعداد دانشجویان دو برابر شد و از ۵۰۰ به ۱٬۰۰۰ رسید. در نتیجه، از قرن بیستم، دانشگاه برن، به بزرگترین دانشگاه در سوئیس مبدل شده بود. این رشد سریع باعث علاقه‌مندی دانشجویان خارجی، مخصوصاً آلمانی‌ها و روس‌ها، که نیمی از کل ثبت نام‌کننده گان را تشکیل می‌دادند به تحصیل در این دانشگاه شد. خصوصاً این که به دختران روسیه در دهه ۱۸۷۰ حق تحصیل داده شده بود.

### دانشگاه جدید: ساختمان جدید و تثبیت (۱۹۰۰–۱۹۵۰)
با رونق در حال رشد شهر برن، دانشگاه در پایان قرن ۱۹ تا خیابان لنگاسه شهر برن گسترش یافت. در سال ۱۹۰۳، یک ساختمان جدید اصلی افتتاح شد و تعدادی از دانشکده‌ها افزایش یافت. در سال ۱۹۰۸–۱۹۰۹، سه نفر برجسته دانشگاه برن مورد توجه وتماشای عموم قرار گرفتند. در سال ۱۹۰۸، آلبرت انیشتین برای اولین بار سه ترم از فیزیک نظری را تدریس می‌کرد. در سال بعد، آنا تومارکین، فیلسوف روسی، به استادی فوق‌العاده‌ای منصوب شد و به این ترتیب اولین استاد زن در یک دانشگاه اروپایی حائز شرایط بررسی پایان‌نامه دکترا و فوق دکترا شد. همچنین در سال ۱۹۰۹، جایزه نوبل فیزیولوژی و پزشکی به تئودور کوخر، یک جراح برنی، اهدا شد. در سال‌های بعد دانشگاه موقعیت خود را به عنوان یک مرکز کوچک آموزش عالی با ثبت نام از حدود ۲٬۰۰۰ دانش جو پایدارتر نمود.

### دانشگاه امروزی: اصلاحات بولونیا و بازسازی (از سال ۲۰۰۰)
اصلاحات بولونیا باعث ایجاد سیستم انتقال و تجمیع واحد در اروپا در دوره درسی کارشناسی و ساختار مدرک کارشناسی ارشد شد. دانشگاه اولویت‌های تحقیقات استراتژیک خود را، مانند تحقیقات آب و هوا، و ترویج همکاری‌های بین دانشگاه‌ها تعیین نمود. در همان زمان، دانشگاه دانشکده‌های خود را دوباره سازمان دهی کرد. با اصلاح قانون دانشگاه در تابستان سال ۲۰۱۰، هیئت مدیره دانشگاه این حق را به دست آورد تا استادان عادی خود را انتخاب کند و حساب‌های خود را جدا از حساب‌های دولت نگه دارد.

## ساختار

### دانشکده‌ها
دانشگاه برن دارای هشت دانشکده است:
- دانشکده الهیات
- دانشکده حقوق

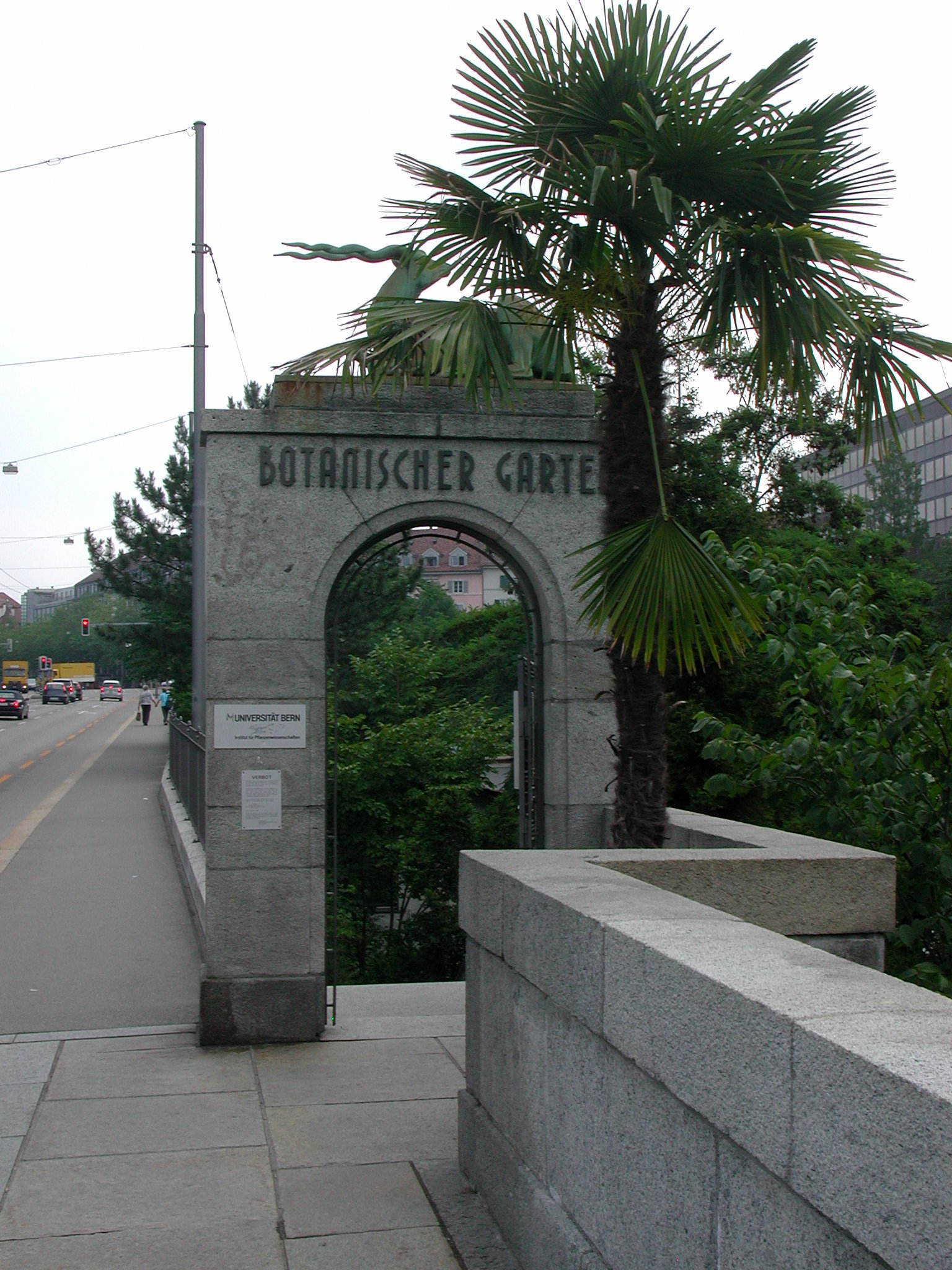
ورودی باغ گیاه‌شناسی برن

- دانشکده تجارت، اقتصاد و علوم اجتماعی

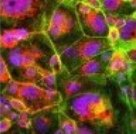
سلول‌های دیواره مثانه انسان که هسته و برخی از پروتئین‌های آن رنگ شده

- دانشکده پزشکی
- دانشکده دامپزشکی (Vetsuisse)
- دانشکده تاریخ و باستان‌شناسی
- دانشکده علوم انسانی
- دانشکده علوم پایه

### مؤسسات عمومی دانشگاه
چهار نهاد عمومی وابسته با دانشگاه برن وجود دارد:
- کولگیوم جنراله
- انجمن دانشگاه و جامعه
- مرکز میان رشته‌ای مطالعات جنسیتی
- مرکز آموزش مداوم دانشگاه

### مراکز میان رشته‌ای

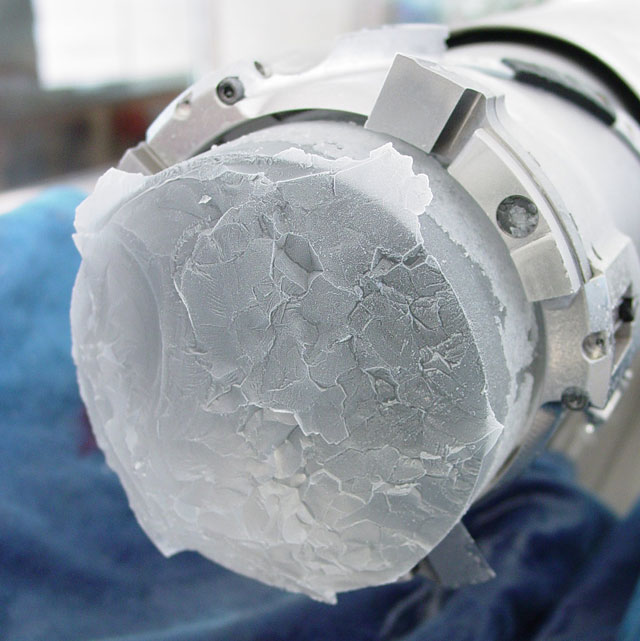
هسته یخ OCCR برای بازسازی آب و هوا، ۲۰۰۶.

۱۲ مرکز میان رشته‌ای در دانشگاه برن وجود دارد:
- مرکز فیزیک بنیادی آلبرت اینشتین (AEC)
- مرکز تحقیقات مهندسی پزشکی ARTORG
- مرکز شناخت، یادگیری و حافظه (CCLM)
- مرکز مطالعات و تحقیقات فرهنگی (CCS)
- مرکز توسعه و محیط زیست (CDE)
- مرکز مطالعات جهانی (CGS)
- مرکز برای توسعه اقتصادی منطقه‌ای (cred با)
- مرکز فضا و سکنی (CSH)
- مرکز مطالعات زبان و جامعه (CSLS)
- مرکز صلاحیت مدیریت عمومی (CCPM)
- Oeschger مرکز تحقیقات تغییر آب و هوا (OCCR)
- مؤسسه تجارت جهانی (WTI)

## اعتبار
امروزه در رتبه‌بندی شانگهای، دانشگاه برن یکی از ۲۰۰ دانشگاه برتر در جهان می‌باشد.

## کتابشناسی
- Im Hof, Ulrich et al. (ed.). Hochschulgeschichte Berns 1528–1984. Zur 150-Jahr-Feier der Universität Bern 1984.  Bern: Universität Bern, 1984.
- Im Hof, Ulrich et al. (ed.). Die Dozenten der bernischen Hochschule. Ergänzungsband zu: Hochschulgeschichte Berns 1528–1984.  Bern: Universität Bern, 1984.
- Rogger, Franziska. "Die Universität Bern und ihre gesammelte(n) Geschichte(n)", UniPress, 139 (دسامبر ۲۰۰۸), pp. 12–31.
- Rogger, Franziska, and Bankowski, Monika. Ganz Europa blickt auf uns! Das schweizerische Frauenstudium und seine russischen Pionierinnen.  Baden: Hier + jetzt Verlag für Kultur und Geschichte GmbH, 2010. ISBN 978-3-03919-146-8